# Éric Charden
Éric Charden, nom de scène de Jacques André Gilbert Charden, né Jacques André Gilbert Puissant, le 15 octobre 1942 à Haïphong en Indochine française (actuel Viêt Nam) et mort le 29 avril 2012 à Paris 10e, est un auteur-compositeur et chanteur français.

## Biographie

### Jeunesse et formation
Éric Charden naît à Haïphong, au Tonkin (nord de l'actuel Viêt Nam), de l'union de Robert Amand Puissant (Hanoï, 30 décembre 1901 — Nice, 5 octobre 1967) avec sa seconde épouse, Henriette Sauvent (Hanoï, 25 mai 1912 — Saint-Rémy-de-Provence, 16 janvier 1995), mariés le 6 décembre 1941 à Haïphong,,. La chanson Indochine 42, issue de l'album Indochine 42, comporte un hommage à sa mère. Il passe les sept premières années de sa vie au Tonkin et quitte le pays avec sa mère pour Marseille : son père, fonctionnaire ingénieur en chef des ports de France et d'outremer, quitte le Viêt Nam en 1950 pour ensuite occuper des postes à Fort-Lamy au Tchad jusqu'en 1954 puis à Dakar avant de prendre sa retraite à Nice dans sa résidence du 177 de la Promenade des Anglais où il meurt.
Après avoir obtenu son baccalauréat, il monte à Paris pour poursuivre ses études. Il décide de se consacrer totalement à sa passion, la musique, et enchaîne les petits boulots pour gagner sa vie. Il vit chez un peintre Henri Mahé (le « Riton la barbouille » du Voyage au bout de la nuit) où il rencontre Pierre Bourgeois de Pathé-Marconi un patron de maison de disques qui lui met le pied à l'étrier.

### Carrière
Le hasard lui ouvre les portes du show-biz lors d'une rencontre avec Pierre Bourgeois, ancien président de Pathé-Marconi. En 1963, il sort son premier 45 tours composé de quatre chansons : Symphonie en bleu – Casoar / Toi - Quatre cent vingt. La même année, il est récompensé par le premier prix du festival d’Enghien pour la chanson Le Printaniste. Peu après sort son premier album, J'ai la tête pleine de Provence. Deux ans plus tard, il connaît son premier succès avec Amour limite zéro.
Contrairement à de nombreuses vedettes françaises des années 1960, qui adaptent et reprennent des chansons anglo-saxonnes, il préfère se créer un répertoire original en s'inspirant de nouvelles sonorités.
En janvier 1966, au Bus Palladium, étant membre du jury de l’élection de Miss Beatnik, il rencontre la lauréate Annie Gautrat, tout juste âgée de dix-huit ans, qu'il retrouve plus tard à son retour d’un séjour en Angleterre. Charden écrit deux chansons originales et adapte deux titres des Beatles pour le premier 45 tours d’Annie, rebaptisée Stone pour sa coiffure en référence à celle du fondateur des Rolling Stones, Brian Jones. Ils se marient ensuite.
Parallèlement à sa carrière de chanteur, il s’occupe de celle de son épouse et commence à écrire aussi pour Johnny Hallyday, Sheila, Sylvie Vartan, Dalida et Marcel Amont.
Avec Monty, il écrit Le monde est gris, le monde est bleu, sorti en 1967, ce qui lui permet de s'internationaliser puisqu’il l’interprète en italien, espagnol et allemand. Cette même année, toujours avec Monty, il coécrit la chanson Mais quand le matin qu’il propose à Claude François,. Charden ayant dissimulé la participation de Monty à cette chanson, ce dernier n’a pas été crédité et mit fin définitivement à une collaboration de deux ans.
En 1970, il part pour le Québec où sa chanson Montréal atteint les hit-parades.[réf. nécessaire]
Entre 1971 et 1975, Stone et Charden, qui se sont associés, écument les scènes de France et accumulent les tubes et les disques d’or. Devenus phénomènes de société, ils véhiculent, sans le vouloir, l'image du bonheur parfait. La naissance de leur fils Baptiste en juillet 1972 ne fait que renforcer cette image. Cependant, Éric Charden ne veut pas se laisser enfermer dans un style duo et sort en 1974 l’album 14 ans, les Gauloises, écrit avec Guy Bontempelli.
En 1975, il crée, avec Guy Bontempelli à l'écriture, la comédie musicale Mayflower — d'après l'histoire du navire Mayflower, emportant les premiers émigrants anglais vers le Nouveau Monde en 1620 —, comédie qui sera inaugurée à Washington, puis jouée avec succès pendant deux ans au Théâtre de la Porte-Saint-Martin : avec Stone, sa nouvelle compagne Pascale Rivault, Christine Delaroche, Patrick Topaloff, et où débutent, entre autres, Roland Magdane, Terry Brossard (Rascal Poupon), Grégory Ken (Chagrin d'amour), Roger Miremont (Gaston Lagaffe), Gérard Wagner, Michel Elias, etc.
Il crée deux autres comédies musicales, L'Opéra vert et La Cinquième Dimension, qui rencontrent des problèmes de production mais dont il reste les disques.
À la fin des années 1970, à l'instar de Claude François, il incorpore des éléments disco dans certains de ses tubes comme L'Été s'ra chaud (1979).
En tandem avec Didier Barbelivien, il diversifie également sa palette de compositeur en créant et interprétant les thèmes musicaux français de séries japonaises de science-fiction, dont le dessin animé Albator, le corsaire de l'espace en 1979 — on lui doit aussi le nom de baptême « Albator », alors internationalement distribué sous le nom de « Captain Harlock » —, ainsi que la série live San Ku Kaï, en 1980. Sans forcément avoir été médiatisés avec son nom, les génériques disco de ces séries futuristes restent très présents dans la mémoire des francophones nés dans les années 1970.

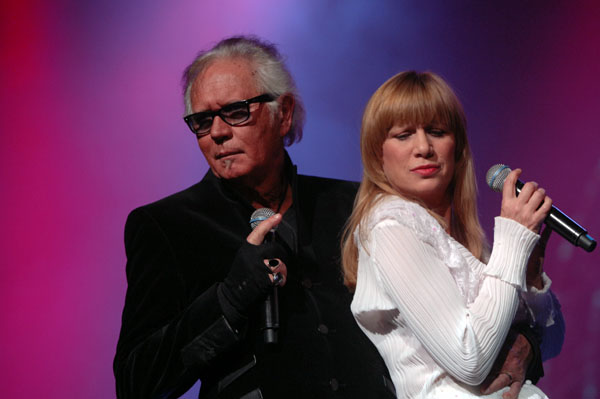
Stone et Charden en 2007.

Au tournant des années 2000, il est d'ailleurs ouvertement associé au phénomène culturel nostalgique de « revival cathodique » pour jeunes trentenaires, souvent désigné par l'expression « Génération Albator ». À ce titre, en 1999, Charden sort un nouveau générique d’Albator avec une instrumentation dance intitulé Albator 2000.
En 2001 paraît La Baraque au néon, conte onirique et surréaliste sur le thème de la naissance et de la renaissance, de même que Le monde est gris, le monde est bleu, recueil de maximes, d'aphorismes, illustrés de ses peintures. En 2007, il intègre la saison 2 de la tournée Âge tendre et Têtes de bois, où il chante avec Stone et présente aussi ses propres chansons. Le duo poursuit la tournée jusqu'en 2010, puisqu'ils participent aux saisons 3 et 4.

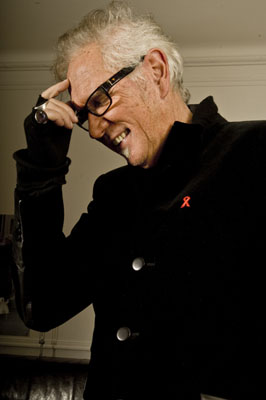
Éric Charden en 2008.

En janvier 2012, avec Stone, il est nommé chevalier dans l'ordre national de la Légion d'honneur.
Il signe la même année avec le marchand de tableaux Cortade Art, un contrat d'exclusivité pour l'exposition de ses différentes œuvres graphiques, « Fractures », peintures, dessins, pastels, désormais exposées en Europe, aux États-Unis, en Chine. En avril, il présente aux médias son nouvel album avec Stone, Made in France, reprise de duos célèbres. En mai paraît son autobiographie, De l'encre sur les doigts, écrite avec la collaboration d'Alain Vernassa.

### Vie privée
Éric Charden a trois enfants : Baptiste (né en 1972) avec sa première femme, Annie Gautrat (Stone), dont il se sépare en 1974 ; Maxime (né en 1976) avec Pascale Rivault ; puis Nolwenn (née en 1998), avec Bénédicte Dorie, sa compagne d'alors, dont il a la garde exclusive en 2000.
Il se remarie en juin 2001 avec Gabriele Hufenbecher qui l'accompagne jusqu'à sa mort,.

### Mort
Après être tombé dans le coma à son domicile et transporté aux urgences de l'hôpital américain de Paris où la maladie de Hodgkin lui est diagnostiquée en tout début 2011, il est ensuite rapidement transféré à l'hôpital Paul-Brousse.
Éric Charden meurt à l'âge de 69 ans le 29 avril 2012 d'un lymphome à l'hôpital Saint-Louis, après quatre protocoles de chimiothérapie. Ses obsèques sont célébrées le 11 mai au crématorium du cimetière du Père-Lachaise où il est ensuite incinéré, en présence de certaines personnalités du monde du spectacle telles que son ancienne conjointe et complice de scène Stone, Didier Barbelivien, Sheila, Grégoire, Michel Drucker et Raphaël Mezrahi.

## Discographie

### Albums (1964-2012)
| Année | Album                                              | Label                 |
| ----- | -------------------------------------------------- | --------------------- |
| 1964  | J'ai la tête pleine de Provence                    | Véga                  |
| 1965  | Amour limite zéro                                  | Decca                 |
| 1968  | Le monde est gris, le monde est bleu (compilation) | Decca                 |
| 1969  | La Chine                                           | Decca                 |
| 1970  | L'Enfant aux soldats                               | Decca                 |
| 1974  | 14 ans, les Gauloises                              | Charles Talar Records |
| 1976  | C'est boum la vie                                  | Charles Talar Records |
| 1977  | Pense à moi                                        | Disc AZ               |
| 1978  | Promène                                            | Charles Talar Records |
| 1980  | J't'écris                                          | Charles Talar Records |
| 1981  | Au milieu…                                         | Charles Talar Records |
| 1984  | D'amour                                            | Disques Carrère       |
| 1992  | Je rocke ma vie                                    | Flarenasch            |
| 1995  | Indochine 42                                       | Arcade                |
| 2002  | Le Magnifique Mensonge                             | Sun Records           |
| 2003  | J'suis snob                                        | Sony Music Media      |
| 2007  | Amalavague                                         | Sterne                |
| 2012  | Made in France (avec Stone)                        | Warner Music France   |

### 45 tours et CD singles
45 tours : période 1963-1969
| Année | Face A1-A2 / Face B1-B2 (ou FA/FB)                                                                        | Meilleur Classement | Maison de disque   |
| Année | Face A1-A2 / Face B1-B2 (ou FA/FB)                                                                        | France              | Maison de disque   |
| ----- | --- | ------------------- | ------------------ |
| 1963  | Symphonie en bleu - Casoar / Toi - Quatre cent vingt et un                                                | —                   | Ricordi / Week End |
| 1963  | Le printaniste - À Nathalie / Les larmes - Dans le soleil                                                 | —                   | Ricordi / Week End |
| 1964  | Le voleur d’amourettes / Je t’ai perdue                                                                   | —                   | Véga               |
| 1964  | Les roses et les lilas - Ça fait du bruit / On se reverra - Et puis après                                 | —                   | Véga               |
| 1964  | J’ai la tête pleine de provence - La petite histoire / Je t’ai perdue - L’amour qui va, l’amour qui vient | —                   | Véga               |
| 1965  | Les amoureux - Le temps passé / Ah ! Que t’es belle, Marie - Noé                                          | —                   | Decca              |
| 1965  | Amour limite zéro - Juste pour quelques sous / 8 décembre - Question                                      | —                   | Decca              |
| 1966  | À la une - Le retour / Ce n’est pas vrai - Je te veux                                                     | —                   | Decca              |
| 1966  | Claudie - S’il fallait / Pas question - Va-t-en de ma vie                                                 | —                   | Decca              |
| 1966  | Je ne fume pas - Il ne faut plus y penser / Insomnie - J’ai besoin d’elle                                 | —                   | Decca              |
| 1967  | Monsieur Henri - L’homme de cristal / Sans cœur - Tante Agathe                                            | —                   | Decca              |
| 1967  | Josie Kassane - Je ne ressemble à personne / Marquée dans la main - Avec elle                             | —                   | Decca              |
| 1967  | Le monde est gris, le monde est bleu - Viva Mona / Le ballon rouge - Ave Maria                            | 6                   | Decca              |
| 1968  | Si tu m’aimes (comme je t'aime) - Comme une femme / La petite orange - Jolie Dolly                        | —                   | Decca              |
| 1968  | Il y a mille façons de dire je t’aime / Elle est partie                                                   | —                   | Decca              |
| 1968  | Soudain en plein été - La nuit je me souviens / Excuse-moi - L’homme à la guitare d’or                    | —                   | Decca              |
| 1968  | Sauve-moi / Petite fille                                                                                  | —                   | Decca              |
| 1969  | La Chine (l’oiseau de Chine) - La nuit / Rebecca - La vie                                                 | —                   | Decca              |
| 1969  | Sorrow is my name / Colour the world                                                                      | —                   | Decca              |
| 1969  | Bienvenue / Et tu es née                                                                                  | —                   | Decca              |
| 1969  | Ciao Maria / Lili dit Lou                                                                                 | —                   | Decca              |
| 1969  | Papy mamy / C’est si haut                                                                                 | —                   | Decca              |

45 tours : période 1970-1979
| Année | Face A / Face B                                                  | Meilleur Classement | Maison de disque      |
| Année | Face A / Face B                                                  | France              | Maison de disque      |
| ----- | ---------------------------------------------------------------- | ------------------- | --------------------- |
| 1970  | Doux, c’est doux / Ma France                                     | —                   | Decca                 |
| 1970  | Et le visage qui voyage / Même l’amour                           | —                   | Decca                 |
| 1971  | Accroche ton wagon à une étoile / Imagine le gulf stream         | —                   | AMI Records           |
| 1971  | Yamaha / Sois gentille                                           | —                   | Disc AZ               |
| 1974  | 14 ans, les Gauloises / Marie, Marie                             | 7                   | Charles Talar Records |
| 1974  | 14 ans, les Gauloises / Je te ferai un garçon                    | 7                   | Charles Talar Records |
| 1975  | … Tout va commencer / Coton                                      | —                   | Charles Talar Records |
| 1976  | Elle sortait de l’ordinaire / Vieillir dans les années 75        | —                   | Charles Talar Records |
| 1976  | J’t’aime bien / Imagine                                          | —                   | Charles Talar Records |
| 1976  | C’est boum la vie / Mon p’tit amour d’rien du tout               | —                   | Charles Talar Records |
| 1977  | Joue contre joue, 16 ans 16 ans / Je t’aime                      | 18                  | Disc AZ               |
| 1977  | Pense à moi / Surtout danser                                     | 7                   | Disc AZ               |
| 1978  | Lucie / La petite fille électrique                               | —                   | Charles Talar Records |
| 1978  | Pardonne (ou l’amour graffiti) / Je l’aime comme on aime un bébé | 16                  | Charles Talar Records |
| 1979  | Promène / Cœur brisé                                             | —                   | Charles Talar Records |
| 1979  | L’été s’ra chaud / J’aurais aimé être une femme                  | 5                   | Charles Talar Records |
| 1979  | Albator, le corsaire de l’espace / La bataille d’Albator         | —                   | Charles Talar Records |

45 tours et CD singles : période 1980-2011
| Année | Face A / Face B                                                                                  | Meilleur Classement | Maison de disque                            |
| Année | Face A / Face B                                                                                  | France              | Maison de disque                            |
| ----- | ------------------------------------------------------------------------------------------------ | ------------------- | ------------------------------------------- |
| 1980  | Allume / Sexy                                                                                    | —                   | Charles Talar Records / EMI / Pathé-Marconi |
| 1980  | Félicien / Allez bijou                                                                           | —                   | Charles Talar Records / EMI / Pathé-Marconi |
| 1980  | Les mots qui m’font chanter / T’as un air de France                                              | —                   | Charles Talar Records / EMI / Pathé-Marconi |
| 1981  | Lilas, Lilas / Deux fils                                                                         | —                   | Charles Talar Records / EMI / Pathé-Marconi |
| 1981  | Ça m’arrive encore / La terre est bleue comme une orange                                         | —                   | Charles Talar Records / EMI / Pathé-Marconi |
| 1982  | On est tous des idoles / Coupable                                                                | —                   | Charles Talar Records / EMI / Pathé-Marconi |
| 1982  | T’as beau bronzer beau, t’as la marque du maillot / C’est la J…                                  | —                   | Charles Talar Records / EMI / Pathé-Marconi |
| 1982  | San Ku Kaï (Nouvelle chanson originale de la série tv) / La guerre                               | —                   | Saban Records / Polydor                     |
| 1983  | L’adolescence / Mourir entre l’une et l’autre                                                    | —                   | Charles Talar Records / EMI / Pathé-Marconi |
| 1984  | On t’a revue en ville / Et le temps qui s’en fout                                                | —                   | Disques Carrère                             |
| 1984  | Née pour aimer / L’élégance c’est chic                                                           | —                   | Disques Carrère                             |
| 1985  | Essaye une fille / Chercheur d’or                                                                | —                   | Disques Carrère                             |
| 1987  | Épinglée en bleu / Juste au milieu                                                               | —                   | Zélidre / BMG                               |
| 1987  | J’la vois partout / Zoo                                                                          | —                   | Zélidre / BMG                               |
| 1987  | On vient vous déclarer l’amour ^ / Ouverture (Instrumental d'Éric Charden)                       | —                   | CBS France                                  |
| 1992  | Je rocke ma vie (remix) / Je rocke ma vie 2 / Je rocke ma vie ^^ (maxi CD)                       | —                   | Flarenasch / Musidisc                       |
| 1992  | Dans le cœur / Elle vit sa vie                                                                   | —                   | Flarenasch / Musidisc                       |
| 1996  | C'est là, la chanson / La fille d'en face                                                        | —                   | CNR France                                  |
| 1996  | Tout va commencer (duo d'amour) / Mayflower (nouvelle version)                                   | —                   | Sony Music France                           |
| 2000  | Albator, le corsaire de l'espace / Instrumental (original) / Albator 2000 / Instrumental (remix) | —                   | Animusik / I.D.E.                           |
| 2001  | Je vous dis je t'aime (radio mix) / Le rien / Je vous dis je t'aime (Version longue)             | —                   | Sun Records                                 |
| 2011  | Elle dit tout le temps / Une fois (Anita 15)                                                     | —                   | Flarenasch / Sound and Vision               |

Légende :

- ^ : chanson interprétée en Face A uniquement par Baptiste Charden.
- ^^ : chanson avec Phil Manzanera

### Bande originale de comédies musicales
- 1975 : Mayflower
- 1982 : L'Opéra vert
- 1982 : Cinquième dimension

### Bande originale de séries
Il a écrit et chanté des génériques pour les séries animées suivantes : Albator, le corsaire de l'espace, San Ku Kaï et Onze pour une coupe, ainsi que certains thèmes constituant leurs bandes originales respectives :
- 1979 : Albator, le corsaire de l'espace
- 1979 : La Bataille d'Albator
- 1980 : Enfant, c'est le matin (Thème d'Eolia)
- 1980 : San Ku Kaï
- 1980 : San Ku Kaï : la guerre
- 1982 : Onze pour une coupe
- 1999 : Albator 2000

### Discographie hors de France
Durant sa longue carrière, il a eu souvent l'occasion de chanter dans diverses langues en anglais et notamment en italien dans les années 1960 et 70.
Au Royaume-Uni, dans la langue de Shakespeare, en 1969, il interprète One love, one life en face A et Sorrow is My Name en face B, la face A est composée par Tommy Scott et la face B est composée par le trio Charden - Tommy Scott - E.Stevens, un 45 tours pour le compte du label Major Minor (référence : MM 596).
De plus, plusieurs de ses 45 tours sont sortis dans des pays francophones comme la Belgique ou au Canada avec succès.
- 45 tours sortis au Canada :

| Année | Face A / Face B                  | Maison de disque |
| ----- | -------------------------------- | ---------------- |
| 1965  | Il y a longtemps / Laetitia      | London           |
| 1967  | Sans cœur / Monsieur Henri       | London           |
| 1968  | Si tu m'aimes / La petite orange | London           |
| 1969  | Tout est rose / La vie           | London           |

- 45 tours sortis en Belgique :

| Année | Face A / Face B                                  | Maison de disque |
| ----- | ------------------------------------------------ | ---------------- |
| 1967  | Le monde est gris, le monde est bleu / Viva Mona | Decca            |
| 1969  | La Chine (l’oiseau de Chine) / Rebecca           | Decca            |
| 1970  | Montréal / L’enfant aux soldats                  | Decca            |

Pour sa carrière italienne, voici ci-dessous une liste non exhaustive de plusieurs titres interprétés en italien, chantés et/ou composés par Éric Charden, il y a parmi eux aussi quelques succès.
1. Se in fondo al cuore (Charden-Monty)
2. Il mondo è grigio il mondo è blu (G.Calabrese - É.Charden - J.Monty)
3. Piu di mille sono i modi per dire ti amo (Charden - Monty - Paolo Dossena)
4. Senza te (Bourgeois - Rivière)
5. La notte penso a te (Bernet - Evangelisti - Ferrali)
6. Tutto è rosa
7. A te
8. Tu sei tu (Éric Charden - Paolo Dossena)
9. Per fortuna (A.Djaqui - Charden - Paolo Dossena)
10. Ciao maria
11. Torna qui
12. Nel mondo dei sentimenti (Claudio "Daiano" Fontana - Gabriele Balducci)
13. Lo dici e non lo fai (Daniele Pace - Charden)
14. La radio suona (Éric Charden)
15. Io penso a te (Charden - Barbelivien/ Charden - Mario d’Alba)
16. Cento città (version italienne de L'avventura)
17. L'amore è sempre
18. Mayflower
19. Il mondo s'è fermato un attimo
20. Sono nato in un paese
21. Perdono (G.Calabrese - É.Charden - J.Monty)

- 45 tours sortis en Italie :

| Année | Face A / Face B                                                                                     | Maison de disque |
| ----- | --------------------------------------------------------------------------------------------------- | ---------------- |
| 1968  | Il mondo è grigio, il mondo è blu/ Perdono (version italienne Le monde est gris, le monde est bleu) | SIF              |
| 1968  | Se in fondo al cuore / Più di mille sono i modi per dire amo (version italienne de Si tu m'aimes)   | IL               |
| 1969  | Senza te / La notte penso a te                                                                      | IL               |
| 1970  | Per fortuna / Tu sei tu                                                                             | IL               |
| 1971  | Nel mondo dei sentimenti / Lo dici é non lo fai                                                     | CBS Italia       |
| 1977  | La radio suona / Joue contre joue, 16 ans 16 ans                                                    | RCA Italiana     |
| 1978  | Io penso a te (version italienne de Pense à moi) / Travelling man                                   | CBS Italia       |

## Publications
- Le monde est gris, le monde est bleu, Paris, NM7 éditions, 2002  (ISBN 978-2-913973-33-6)
- La Baraque au néon, Paris, J. Attias, 2003  (ISBN 978-2-913973-38-1)
- De l'encre sur les doigts, éditions Didier Carpentier, 2012  (ISBN 978-2-84167-781-8) Récit autobiographique, écrit avec la collaboration d'Alain Vernassa[15].

## Distinction
- Chevalier de la Légion d'honneur (2012)[22]